# × Comptoglossum
×Comptoglossum é um género botânico pertencente à família das orquídeas (Orchidaceae).